# Kuration
Der Begriff Kuration (lat. curare „pflegen“, „sich sorgen um“) wird in der Literatur im Sinne von „Bewahren“ und „Behandeln“ eingesetzt. Die exakte Bedeutung variiert jedoch zwischen den Fachbereichen.

## Medizin
In der Medizin wird Kuration als Ziel einer Kurativen Maßnahme verstanden.
Bei einer Behandlung spricht man dann von Kuration, wenn sie auf eine vollständige Wiederherstellung der Gesundheit („restitutio ad integrum“) eines Patienten abzielt und so auch gleichzeitig eine Verschlechterung verhindert. Der Begriff steht in einem gewissen Gegensatz zum Begriff palliativ bzw. Palliation. Bei einer palliativen Therapie ist nicht eine komplette Heilung das Behandlungsziel, sondern eine Beschwerdelinderung (beispielsweise durch Schmerztherapie), und wenn möglich ein Aufhalten oder eine Verlangsamung des Krankheitsfortschritts. 

## Wirtschaft – Gesundheitsmanagement
Hier wird Kuration (also Kostenfaktor) allgemein gleichbedeutend mit Behandlung (kurativ und palliativ) verwendet. Die Intuition der kurativen Behandlung (Abzielen auf Heilung) spielt dabei keine Rolle.

## Kultur- und Museumsmanagement
Der Begriff Kuration bedeutet hier so viel wie (auf-)bewahren und pflegen. Diese Aufgabe übernimmt ein Kurator.

## Landwirtschaft
Bei Pflanzenschutzmitteln bedeutet eine kurative Wirkung – im Gegensatz zur rein protektiven – dass eine Heilung bereits infizierter Pflanzen möglich ist.